# 윈첼시 전투

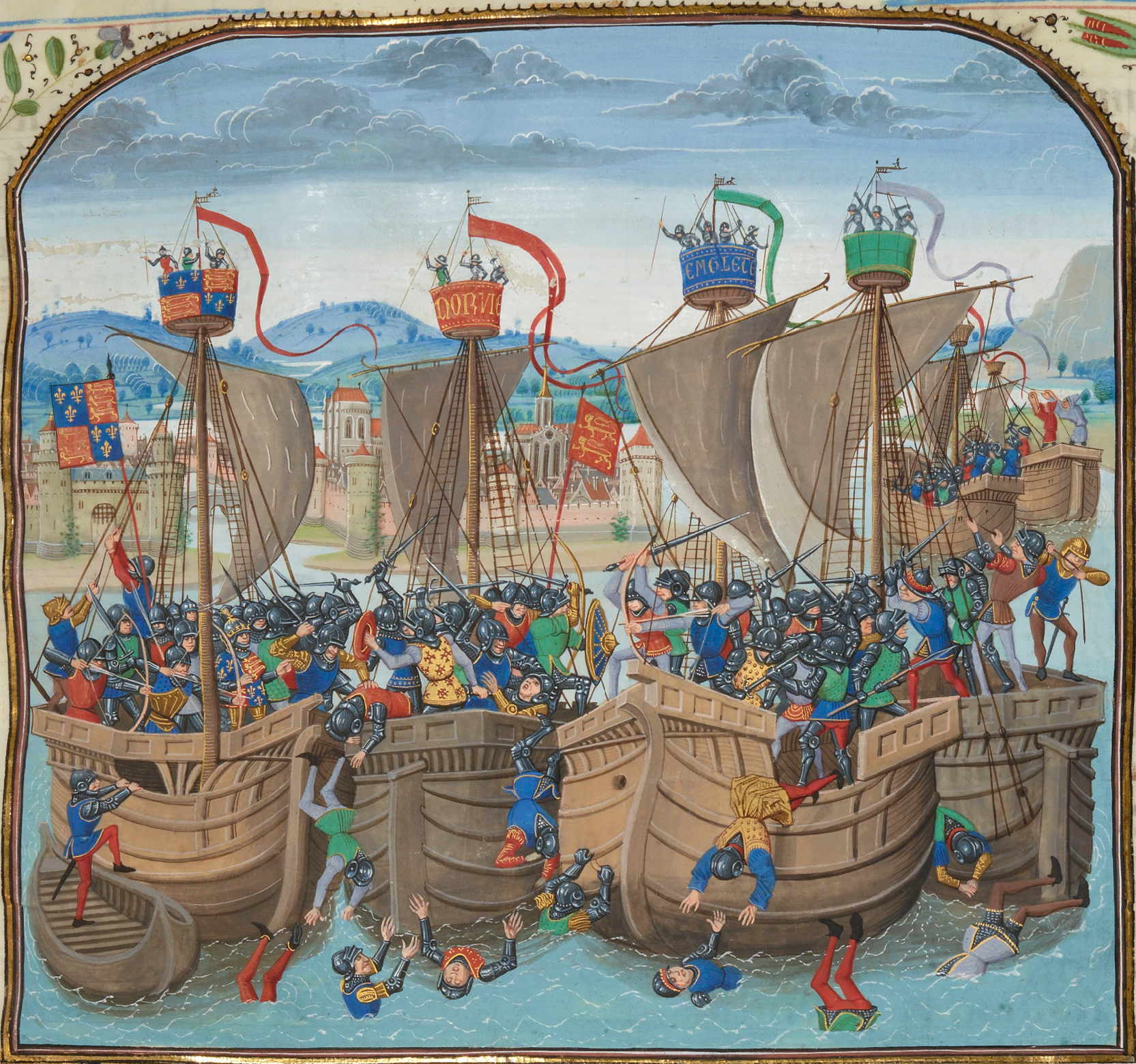

윈첼시 전투(Battle of Winchelsea) 또는 레 에스파뇰 쉬르 메르(Les Espagnols sur Mer) 전투는 1350년 8월 29일 영국과 프랑스 사이의 백년 전쟁의 일부로 일어난 해전이다. 이는 에드워드 3세가 지휘하는 50척의 영국 함대가 샤를 드 라 세르다(Charles de la Cerda)가 지휘하는 47척의 대형 선박으로 구성된 카스티야 함대를 상대로 승리를 거두었다. 14~26척의 카스티야 선박이 나포되었고 여러 척이 침몰했다. 영국 선박 2척만이 침몰한 것으로 알려졌으나 상당한 인명 피해가 발생했다.
영국의 무역, 전쟁 재정, 프랑스에 맞서 무력을 행사하는 능력은 해상 운송, 특히 가스코뉴 영토로의 운송에 크게 의존했다. 영국의 활동으로 인해 함대를 모집하고 지원할 수 있는 능력이 크게 감소한 프랑스는 카스티야 선박을 고용하여 영국 항구를 봉쇄했다. 그들의 효율성에 좌절한 에드워드 3세는 그들을 요격하여 큰 손실을 입힌 함대를 이끌었다. 이러한 성공에도 불구하고 영국의 무역과 항구는 프랑스와 그 동맹국의 해군 괴롭힘으로부터 거의 안도감을 느끼지 못했다.